# Acke
Acke (engelska: Archie Andrews) är en amerikansk tecknad serie om en rödhårig tonårspojke.
Seriens grunddramatik bygger på att han har två flickvänner som han varvar mellan: Betty och Veronica Klöver. Betty är den blonda helylletjejen som bor precis i närheten medan Veronica är en superrik, mörk skönhet. De två flickorna fungerar oftast som symboler för det onda och det goda: Betty är ängeln och Veronica djävulen. Ackes bästa vän är Sopprot (Jughead Jones), som äter mycket och är ointresserad av flickor.
Serien publicerades första gången i USA i december 1941. Acke har varit med i filmen Archie: To Riverdale and Back Again och TV-serien Riverdale. 2014 porträtterades hur huvudfiguren avled, i nummer 36 av den amerikanska serietidningen Life with Archie.

## Acke i Sverige
I Sverige publicerades serien i tidningen Blondie 1959 och fick en egen tidning 1969. Tidningen gavs ut av Semic med från början sex nummer om året, senare 12 nummer om året från 1976. I den svenska utgåvan publicerades också serien Sabrina tonårshäxan. Efter nummer 2/2002 lades den svenska tidningen ner.

## Personer

### Acke
Acke Andersson är seriens huvudperson. Han är runt sjutton år gammal och är tokig i tjejer. Har en skrotig bil (eller i vissa serier, en moped). Han har ofta otur och är duktig på att laga mat, han har vunnit en matlagningstävling. Han har även ett eget band "The Archies", där spelar han gitarr och sjunger.

### Sopprot
Sopprot Jonsson är Ackes bästa vän. Han har en hund som heter Hotdog, och både hunden och "Soppis" är väldigt lata och glada i mat. Sopprot avskyr tjejer till skillnad från sin kompis. Dilton (se nedan) har kommit fram till att Sopprot äter mat varje gång han möter tjejer, eftersom han blir nervös. Han spelar trummor i Ackes band.

### Dilton
Dilton är en kille i samma ålder som de andra i serien. Han är ett geni och bygger grejer och uppfinner.

### Betty
Elizabeth "Betty" Svensson är en av Ackes favorittjejer. Hon är snäll, söt och smart. Hon hjälper alla i nöd och har ett hjärta av guld. Älskar djur. Hon är lite "pojkaktig" och är duktig på att meka. Hon är Ackes andrahandsval men är lika glad ändå. Hon är sångare i Ackes band men spelar även andra instrument. Hon är värdelös på att teckna eller måla, om det inte handlar om att måla Acke, för då är hon otroligt begåvad.

### Veronica
Veronica Klöver eller "Ronnie" är bästa vän med Betty och är dotter till en mycket rik man. Hon är bortskämd och ofta väldigt elak, men har även en mycket mjuk sida. Acke väljer alltid Veronica men ofta väljer Veronica den tuffe Ragge. Hon spelar keyboard och sjunger i Ackes band.

### Ragge
Ragge är den ideala killen, tycker han själv. Han är väldigt kaxig, taskig, bortskämd och ytlig. Han spelar gitarr i Ackes band.

### Ethel
Ethel är en rätt ful tjej som är dödsförälskad i Soppis. Hon har inte direkt en "fast roll" i Ackes gäng, liksom Dilton. Ibland kallad Stora Ethel.

### Älgen
Älgen är en kille som har muskler men ingen hjärna. Han är stark och snäll, men har antagligen någon psykisk störning. Förutom det har han dyslexi. Han är tillsammans med "Myggan".

### Myggan
Myggan är Älgens flickvän.

### Chuck
Chuck är gängets svarta kompis. Han är duktig på amerikansk fotboll och att teckna serier.

### Nancy
Nancy är Chucks flickvän, hon är också svart.

### Kerstin Blom
En rödhårig rival till Betty och Veronica då hon också vill ha Acke.

### Janne Blom
Kerstins bror. Inte med lika mycket som Kerstin, men är lika "elak".